# Samir Machado de Machado
Samir Machado de Machado (Porto Alegre, 1981) é um escritor, tradutor, editor e designer gráfico brasileiro.Entre as temáticas recorrentes en sua obra estão a exploração de perspectivas LGBT em meio a narrativas históricas de gênero, como ocorre en suas novelas Homens elegantes(2016) e O Crime do Bom Nazista(2023).

## Carreira
Machado formou-se em Publicidade e Propaganda pela Pontifícia Universidade Católica do Rio Grande do Sul em 2003, e cursou Criação Literária pela mesma instituição.
Em 2007 foi um dos fundadores da Não Editora, pela qual publicou a novela O professor de botânica e o romance Quatro soldados. Organizou as coletâneas literárias Ficção de Polpa entre 2008 e 2012. 
Em 2016, publicou pela editora Rocco o romance Homens elegantes, e em 2018 publicou Tupinilândia pela editora Todavia.
Venceu o Prêmio Açorianos de Literatura na categoria Capa em 2009, 2013 e 2014 e na categoria Narrativa Longa em 2017, com  Homens Elegantes", livro assim elogiado por Raphael Montes
:
| “ | Além dos diálogos bem humorados e dos personagens complexos, o grande mérito de Samir está na crítica social: conforme as páginas avançam, começamos a perceber que a sociedade do Brasil colonial apresentada no livro infelizmente não é tão diferente da nossa sociedade brasileira contemporânea. | ” |

## Obras publicadas

### Livros
- 2008 - O professor de botânica - romance (Não Editora)
- 2013 - Quatro soldados - romance (Rocco)
- 2016 - Homens elegantes - romance (Rocco)
- 2018 - Tupinilândia - romance (Todavia)
- 2019 - Piratas à Vista - romance (FTD Educação)
- 2020 - Corpos Secos (com Luisa Geisler, Marcelo Ferroni e Natalia Borges Polesso)[9] - romance (Alfaguara)
- 2021 - Homens cordiais - romance (Rocco)
- 2023 - O Crime do Bom Nazista - romance (Todavia)

### Participações em antologias de contos
- 2019 - A resistência dos vagalumes - participação com o conto Princesa Serafina

## Traduções
- 2018 - O mundo perdido . Arthur Conan Doyle (Todavia).
- 2020 - Um mistério no Caribe. Agatha Christie (HarperCollins).
- 2020 - Um corpo na biblioteca.  Agatha Christie (HarperCollins).
- 2021 - As minas do Rei Salomão. Henry Rider Haggard (Todavia).
- 2021 - Convite para um homicídio.  Agatha Christie (HarperCollins).
- 2021 - Morte na Mesopotâmia. Agatha Christie (HarperCollins).
- 2021 - Ahmed e as máquinas esquecidas. Ray Bradbury (Biblioteca Azul).
- 2022 - Admirável mundo novo. Aldouls Huxley (Biblioteca Azul).
- 2022 - O misterioso Mr. Quin.  Agatha Christie (HarperCollins).
- 2023 - A morte é um negócio solitário. Ray Bradbury (Biblioteca Azul).
- 2023 - O mistério de Sittaford.  Agatha Christie (HarperCollins).
- 2023 - Uma porção de centeio. Agatha Christie (HarperCollins Brasil)
- 2024 - Um crime adormecido. Agatha Christie (HarperCollins).
- 2024 - A sociedade de preservação dos Kaiju. John Scalzi (Editora Aleph).
- 2024 - O retrato de Dorian Gray. Oscar Wilde (Antofágica).[10]